# يين ليلي
يين ليلي (بالصينية: 尹丽丽) هي منافسة ألعاب القوى صينية، ولدت في 11 نوفمبر 1979.

## وصلات خارجية
- يين ليلي على موقع الاتحاد الدولي لألعاب القوى (الإنجليزية)